# Mohit Sharma
Mohit Sharma (Rohtak, 13 gennaio 1978 – Jammu e Kashmir, 21 marzo 2009) è stato un militare indiano, era un ufficiale dell'esercito indiano insignito postumo dell'Ashoka Chakra, la più alta decorazione militare indiana in tempo di pace. Il Magg. Sharma era dell'élite 1st Para SF. Morì in azione il 21 marzo 2009 mentre guidava la sua squadra Bravo Assault Team nel distretto di Kupwara.

## Biografia
Mohit è nato il 13 gennaio 1968 a Rohatak, Haryana. Il suo soprannome in famiglia era "Chintu", mentre i suoi compagni di batch NDA lo chiamavano "Mike". Si è laureato al DPS Ghaziabad nel 1995 e ha partecipato agli esami NDA. Dopo essersi diplomato alla classe XII, è stato ammesso allo Sri Sant Gajnan Maharaj College of Engineering, Maharashtra. Tuttavia, mentre era al college, ha autorizzato SSB per conto della NDA e ha deciso di unirsi all'esercito indiano. Ha lasciato il college per unirsi alla National Defense Academy (NDA)

### Carriera militare
Nel 1995, il maggiore Mohit Sharma si è unito a NDA per perseguire il suo sogno. Durante la sua formazione NDA, eccelleva in molteplici attività tra cui nuoto, boxe ed equitazione. Il suo cavallo preferito era "Indira". Sotto la guida del Col. Bhawani Singh, divenne il campione di equitazione. È stato anche un vincitore nella boxe nella categoria peso piuma.
Dopo aver completato i suoi studi accademici in NDA, è entrato a far parte dell'Accademia militare indiana (IMA) nel 1998. In IMA, è stato insignito del grado di aiutante cadetto di battaglione. Ha avuto la possibilità di incontrare l'allora presidente dell'India KR Narayanan al Rashtrapati Bhavan. È stato nominato luogotenente l'11 dicembre 1999.
Il suo primo incarico fu Hyderabad nel 5º Battaglione del Reggimento Madras (5 Madras). Dopo aver completato con successo 3 anni di servizio militare, il maggiore Mohit ha optato per le forze speciali Para, diventando un Para Commando addestrato nel giugno 2003, a seguito dalla promozione a capitano l'11 dicembre. È stato poi inviato in Kashmir dove ha mostrato la sua leadership ed il suo coraggio. Promosso maggiore l'11 dicembre 2005, è stato premiato con la medaglia Sena per il suo coraggio. Durante il terzo incarico, gli è stata affidata la responsabilità di addestrare i Commando a Belgaum, dove è stato istruttore per 2 anni. Mohit Sharma è stato poi trasferito di nuovo in Kashmir.
Il 21 marzo 2009 si è impegnato in uno scontro con i terroristi nella foresta di Hafruda nel settore Kupwara di Jammu e Kashmir. Nello scontro ha ucciso quattro terroristi e salvato due compagni di squadra, subendo diverse ferite da arma da fuoco mortali. Per questo atto, è stato insignito postumo dell'Ashoka Chakra, la più alta decorazione militare in tempo di pace in India. All'inizio della sua carriera ha ricevuto due decorazioni al valore. La prima è stata la carta di encomio COAS per compiti esemplari di antiterrorismo durante l'operazione Rakshak, seguita da una medaglia Sena al valore dopo un'operazione segreta nel 2005. Il maggiore Mohit Sharma lascia la moglie, il maggiore Rishima Sharma, ufficiale dell'esercito.
Nel 2019, la Delhi Metro Corporation ha intitolato la stazione della metropolitana Rajendra Nagar "Stazione della metropolitana Major Mohit Sharma (Rajendra Nagar)").

## Riconoscimenti

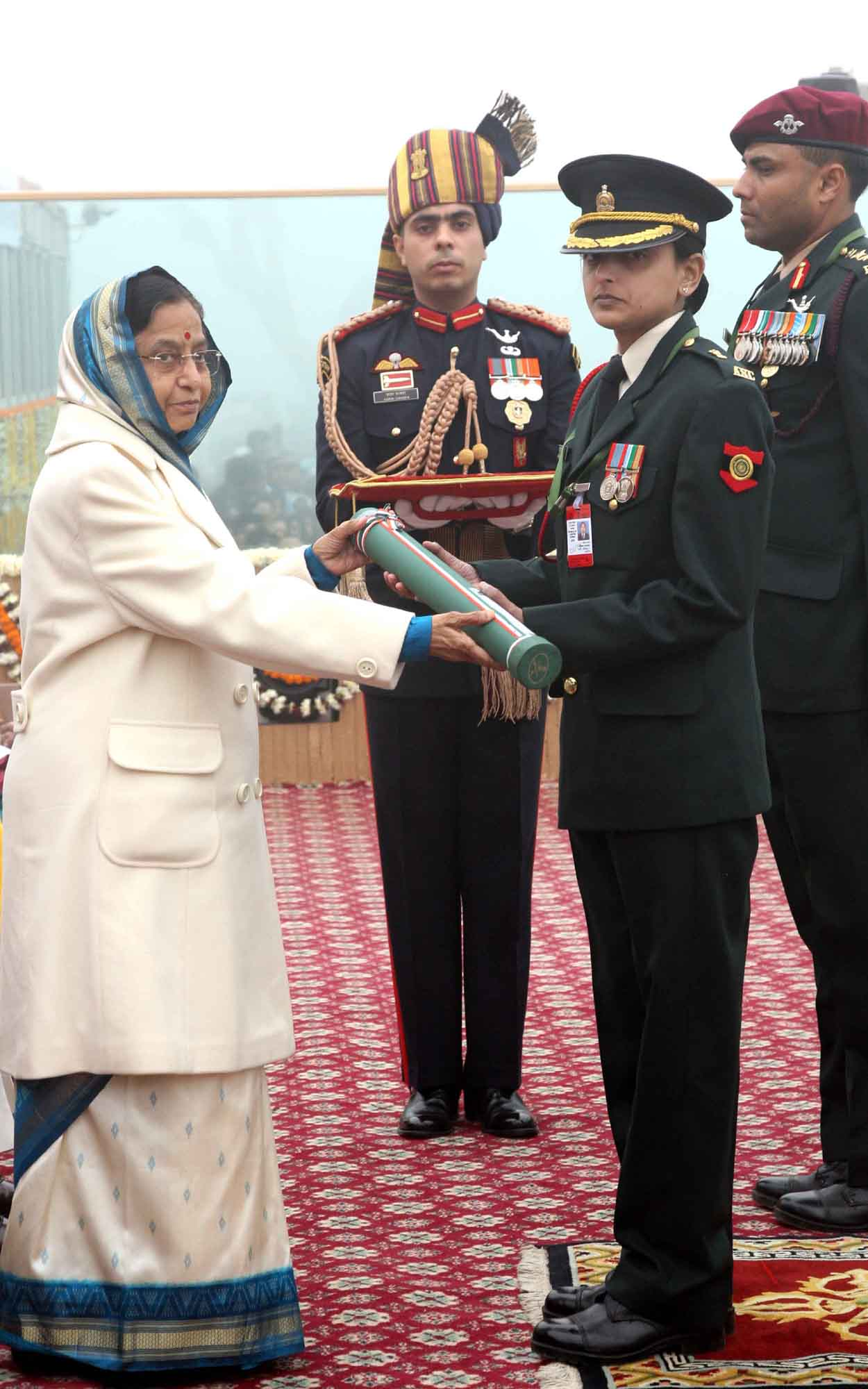
La moglie di Maj Mohit, Maj Rishima Sharma riceve l'Ashoka Chakra

Per il sacrificio supremo compiuto dal maggiore Mohit Sharma durante l'operazione Kupwara, il 26 gennaio 2010 è stato insignito del più alto premio al valore del tempo di pace della nazione Ashoka Chakra.
For this act of conspicuous gallantry, inspiring leadership and exceptional courage far beyond call of duty, Major Mohit Sharma, SM was awarded ‘Ashok Chakra’ (Posthumous) on 15 Aug 09.»
Per questo atto di cospicuo valore, leadership ispiratrice e coraggio eccezionale, ben oltre il dovere, il 15 agosto 2009 il maggiore Mohit Sharma, SM è stato premiato con 'Ashok Chakra' (postumo).»